# Cantó de Martèl
El cantó de Martèl és un cantó francès del departament de l'Òlt, situat al districte de Gordon. Té 10 municipis i el cap és Martèl.

## Municipis
- Valadon
- Casilhac
- Cressensac
- Crèissa
- Cusença
- Floirac
- Martèl
- Montvalent
- Sent Daunís de Martèl
- Sarrasac

## Història
| Data d'elecció                           | Identitat           | Partit | Qualitat |
| ---------------------------------------- | ------------------- | ------ | -------- |
| 1985-                                    | Jean-Claude Requier | PRG    |          |
| les dades anteriors no són pas conegudes |                     |        |          |
|                                          |                     |        |          |

## Demografia
| 1962  | 1968  | 1975  | 1982  | 1990  | 1999  | 2006  |
| ----- | ----- | ----- | ----- | ----- | ----- | ----- |
| 4.554 | 4.858 | 4.661 | 4.612 | 4.494 | 4.721 | 5.157 |